# Nebelhorn Trophy de 2010
Nebelhorn Trophy de 2010 foi a quadragésima segunda edição do Nebelhorn Trophy, um evento anual de patinação artística no gelo organizado pela União Alemã de Patinação no Gelo (em alemão:  Deutsche Eislauf-Union). A competição foi disputada entre os dias 23 de setembro e 26 de setembro, na cidade de Oberstdorf, Alemanha.

## Eventos
- Individual masculino
- Individual feminino
- Duplas
- Dança no gelo

## Medalhistas
| Evento                        | Ouro                                        | Prata                                     | Bronze                                        |
| Individual masculino detalhes | Tatsuki Machida · Japão                     | Konstantin Menshov · Rússia               | Peter Liebers · Alemanha                      |
| Individual feminino detalhes  | Kiira Korpi · Finlândia                     | Viktoria Helgesson · Suécia               | Melissa Bulanhagui · Estados Unidos           |
| Duplas detalhes               | Vera Bazarova · Yuri Larionov · Rússia      | Stefania Berton · Ondřej Hotárek · Itália | Meagan Duhamel · Eric Radford · Canadá        |
| Dança no gelo detalhes        | Nathalie Péchalat · Fabian Bourzat · França | Anna Cappellini · Luca Lanotte · Itália   | Ekaterina Riazanova · Ilia Tkachenko · Rússia |

## Resultados

### Individual masculino
| Pos.              | Nome                  | Nacionalidade    | Pontos | PC         | PL          |
| ----------------- | --------------------- | ---------------- | ------ | ---------- | ----------- |
| Medalha de ouro   | Tatsuki Machida       | Japão            | 221.22 | 71.41 (1)  | 149.81 (1)  |
| Medalha de prata  | Konstantin Menshov    | Rússia           | 208.80 | 67.93 (3)  | 140.87 (2)  |
| Medalha de bronze | Peter Liebers         | Alemanha         | 196.97 | 64.97 (4)  | 132.00 (4)  |
| 4                 | Armin Mahbanoozadeh   | Estados Unidos   | 196.17 | 55.97 (8)  | 140.20 (3)  |
| 5                 | Kevin van der Perren  | Bélgica          | 194.14 | 69.94 (2)  | 124.20 (8)  |
| 6                 | Joey Russell          | Canadá           | 186.37 | 60.49 (6)  | 125.88 (6)  |
| 7                 | Michal Březina        | República Tcheca | 184.31 | 55.40 (9)  | 128.91 (5)  |
| 8                 | Jason Wong            | Estados Unidos   | 179.55 | 55.00 (11) | 124.55 (7)  |
| 9                 | Ivan Tretiakov        | Rússia           | 178.26 | 64.30 (5)  | 113.96 (9)  |
| 10                | Maciej Cieplucha      | Polônia          | 160.79 | 53.70 (13) | 107.09 (10) |
| 11                | Maxim Shipov          | Israel           | 157.30 | 54.55 (12) | 102.75 (11) |
| 12                | Laurent Alvarez       | Suíça            | 150.30 | 56.39 (7)  | 93.91 (13)  |
| 13                | Viktor Pfeifer        | Áustria          | 146.62 | 51.08 (14) | 95.54 (12)  |
| 14                | Franz Streubel        | Alemanha         | 145.92 | 55.15 (10) | 90.77 (15)  |
| 15                | Matthew Parr          | Reino Unido      | 140.12 | 46.47 (16) | 93.65 (14)  |
| 16                | Moris Pfeifhofer      | Suíça            | 136.49 | 46.73 (15) | 89.76 (16)  |
| 17                | Ali Demirboga         | Turquia          | 125.23 | 41.85 (19) | 83.38 (17)  |
| 18                | Sebastian Iwasaki     | Polônia          | 124.06 | 43.40 (17) | 80.66 (18)  |
| 19                | Anton Truvé           | Suécia           | 120.46 | 41.90 (18) | 78.56 (19)  |
| 20                | Mitchell Chapman      | Austrália        | 114.32 | 40.46 (21) | 73.86 (21)  |
| 21                | Saulius Ambrulevičius | Lituânia         | 112.16 | 36.75 (23) | 75.41 (20)  |
| 22                | Severin Kiefer        | Áustria          | 111.11 | 41.07 (20) | 70.04 (22)  |
| 23                | Kutay Eryoldas        | Turquia          | 103.30 | 37.64 (22) | 65.66 (23)  |

### Individual feminino
| Pos.              | Nome               | Nacionalidade  | Pontos | PC         | PL         |
| ----------------- | ------------------ | -------------- | ------ | ---------- | ---------- |
| Medalha de ouro   | Kiira Korpi        | Finlândia      | 162.88 | 58.45 (1)  | 104.43 (1) |
| Medalha de prata  | Viktoria Helgesson | Suécia         | 145.92 | 46.51 (4)  | 99.41 (2)  |
| Medalha de bronze | Melissa Bulanhagui | Estados Unidos | 133.72 | 51.20 (2)  | 82.52 (5)  |
| 4                 | Joshi Helgesson    | Suécia         | 132.08 | 48.16 (3)  | 83.92 (4)  |
| 5                 | Jenna McCorkell    | Reino Unido    | 130.45 | 41.39 (7)  | 89.06 (3)  |
| 6                 | Diane Szmiett      | Canadá         | 124.87 | 43.12 (6)  | 81.75 (6)  |
| 7                 | Francesca Rio      | Itália         | 121.07 | 44.23 (5)  | 76.84 (7)  |
| 8                 | Victoria Muniz     | Porto Rico     | 99.87  | 38.86 (9)  | 61.01 (12) |
| 9                 | Phoebe Di Tommaso  | Austrália      | 98.39  | 33.15 (11) | 65.24 (10) |
| 10                | Karina Johnson     | Dinamarca      | 95.80  | 29.26 (12) | 66.54 (8)  |
| 11                | Reyna Hamui        | México         | 94.37  | 28.89 (14) | 65.48 (9)  |
| 12                | Myriam Leuenberger | Suíça          | 93.66  | 29.00 (13) | 64.66 (11) |
| 13                | Alexandra Kunova   | Eslováquia     | 89.99  | 34.12 (10) | 55.87 (13) |
| WD                | Sarah Hecken       | Alemanha       | —      | 40.63 (8)  | — (WD)     |

### Duplas
| Pos.              | Nome                                      | Nacionalidade  | Pontos | PC        | PL         |
| ----------------- | ----------------------------------------- | -------------- | ------ | --------- | ---------- |
| Medalha de ouro   | Vera Bazarova / Yuri Larionov             | Rússia         | 165.30 | 57.30 (1) | 108.00 (1) |
| Medalha de prata  | Stefania Berton / Ondřej Hotárek          | Itália         | 155.21 | 54.20 (2) | 101.01 (2) |
| Medalha de bronze | Meagan Duhamel / Eric Radford             | Canadá         | 147.44 | 51.81 (3) | 95.63 (3)  |
| 4                 | Gretchen Donlan / Andrew Speroff          | Estados Unidos | 135.58 | 46.04 (4) | 89.54 (4)  |
| 5                 | Maylin Hausch / Daniel Wende              | Alemanha       | 129.03 | 41.43 (7) | 87.60 (5)  |
| 6                 | Joanna Sulej / Mateusz Chruściński        | Polônia        | 126.20 | 42.95 (5) | 83.25 (6)  |
| 7                 | Felicia Zhang / Taylor Toth               | Estados Unidos | 119.35 | 42.33 (6) | 77.02 (7)  |
| 8                 | Lubov Bakirova / Mikalai Kamianchuk       | Bielorrússia   | 99.68  | 36.14 (8) | 63.54 (8)  |
| 9                 | Danielle Montalbano / Evgeni Krasnapolski | Israel         | 93.39  | 29.90 (9) | 63.49 (9)  |

### Dança no gelo
| Pos.              | Nome                                         | Nacionalidade    | Pontos | DC         | DL         |
| ----------------- | -------------------------------------------- | ---------------- | ------ | ---------- | ---------- |
| Medalha de ouro   | Nathalie Péchalat / Fabian Bourzat           | França           | 147.18 | 56.39 (3)  | 90.79 (1)  |
| Medalha de prata  | Anna Cappellini / Luca Lanotte               | Itália           | 143.28 | 59.86 (1)  | 83.42 (4)  |
| Medalha de bronze | Ekaterina Riazanova / Ilia Tkachenko         | Rússia           | 141.92 | 58.31 (2)  | 83.61 (3)  |
| 4                 | Nelli Zhiganshina / Alexander Gazsi          | Alemanha         | 135.42 | 54.02 (4)  | 81.40 (5)  |
| 5                 | Maia Shibutani / Alex Shibutani              | Estados Unidos   | 133.00 | 46.90 (8)  | 86.10 (2)  |
| 6                 | Lynn Kriengkrairut / Logan Giulietti-Schmitt | Estados Unidos   | 126.94 | 52.71 (5)  | 74.23 (8)  |
| 7                 | Lucie Myslivečková / Matěj Novák             | República Tcheca | 126.27 | 50.97 (6)  | 75.30 (6)  |
| 8                 | Sarah Arnold / Justin Trojek                 | Canadá           | 123.92 | 49.31 (7)  | 74.61 (7)  |
| 9                 | Tarrah Harvey / Keith Gagnon                 | Canadá           | 110.01 | 44.60 (9)  | 65.41 (12) |
| 10                | Siobhan Heekin-Canedy / Alexander Shakalov   | Ucrânia          | 109.70 | 42.19 (11) | 67.51 (9)  |
| 11                | Isabella Tobias / Deividas Stagniūnas        | Lituânia         | 108.12 | 42.26 (10) | 65.86 (11) |
| 12                | Louise Walden / Owen Edwards                 | Reino Unido      | 106.74 | 40.43 (12) | 66.31 (10) |
| 13                | Brooke Elizabeth Frieling / Lionel Rumi      | Israel           | 97.26  | 37.47 (14) | 59.79 (13) |
| 14                | Katelyn Good / Nikolaj Sorensen              | Dinamarca        | 95.86  | 36.45 (15) | 59.41 (14) |
| 15                | Danielle O'Brien / Gregory Merriman          | Austrália        | 88.26  | 34.67 (16) | 53.59 (15) |
| 16                | Barbora Silná / Juri Kurakin                 | Áustria          | 86.92  | 39.17 (13) | 47.75 (16) |

## Quadro de medalhas
| Ordem | País           | Medalha de ouro | Medalha de prata | Medalha de bronze |    | Ordem por total |
| ----- | -------------- | --------------- | ---------------- | ----------------- | -- | --------------- |
| 1     | Rússia         | 1               | 1                | 1                 | 3  | 1               |
| 2     | Finlândia      | 1               |                  |                   | 1  | 3               |
| 2     | França         | 1               |                  |                   | 1  | 3               |
| 2     | Japão          | 1               |                  |                   | 1  | 3               |
| 5     | Itália         |                 | 2                |                   | 2  | 2               |
| 6     | Suécia         |                 | 1                |                   | 1  | 3               |
| 7     | Alemanha       |                 |                  | 1                 | 1  | 3               |
| 7     | Canadá         |                 |                  | 1                 | 1  | 3               |
| 7     | Estados Unidos |                 |                  | 1                 | 1  | 3               |
| TOTAL | TOTAL          | 4               | 4                | 4                 | 12 | —               |